# Рудолф Хриберник
Рудолф Хриберник Сварун (Хорјул, код Љубљане, 10. април 1921 — Логатец, 10. јануар 2002), учесник Народноослободилачке борбе, генерал-пуковник ЈНА, друштвено-политички радник СФР Југославије и СР Словеније и народни херој Југославије.

## Биографија
Рудолф Хриберник рођен је 10. априла 1921. године у Хорјулу, код Љубљане. Потиче из радничке породице. Пре рата је био радник циглане у Врхники, а повремено је радио и на другим сезонским радовима. Учио је каменорезачки занат у Љубљани, али је, непосредно пред испит за квалификованог радника, отишао у партизане. Основну школу завршио је у Хорјулу, а занатску у Љубљани.

### Народноослободилачки рат
У јесен 1941. године повезао се с организаторима покрета отпора. Ускоро је постао један од најактивнијих међу њима. Разносио је и ширио пропагандни материјал Освободилне фронте, скупљао новчане прилоге за ОФ, придобивао нове сараднике и симпатизере Народноослободилачког покрета, скупљао оружје, муницију и храну за прве партизанске чете.
Због активног деловања у НОБ-у, окупатору је постајао све сумњивији, па је зато првих дана децембра 1941. године прешао у илегалност. У партизане је отишао 6. јануара 1942. године, у Самоторску чету, која је оперисала у околини Хорјула. С том четом се, затим, укључио у батаљон Љубе Шерцера на Кожљеку, изнад Боровнице. Батаљон, који је имао око 140 добро наоружаних бораца, напао је 2. фебруара 1942. године италијанску посаду на железничкој станици Верд, код Боровнице. Партизани су ранили шест и заробили три италијанска војника. У нападу је учествовао и Сварун, који је после те акције отишао, с делом батаљона, у околину Кочевја у Рибнички логор. Касније је био додељен караули Тонета Залара Жана у Ишки, преко којег је одржавана веза с Љубљаном.
Јуна 1942. године прешао је у Доломите и укључио се у 4. батаљон Нотрањског одреда, где је постао митраљезац, затим десетар, командир вода, командир Друге, а затим Прве чете Првог батаљона, те коначно командант Првог батаљона Доломитског одреда. Члан Комунистичке партије Југославије постао је јуна 1942. године.
Учествовао је у готово свим значајним борбама Четвртог батаљона Нотрањског одреда и, касније, Првог доломитског одреда до његовог расформирања. Крајем априла 1943. године, у нападу на Немце код Мотоцка, недалеко од Полховог Градца и у Залогу, изнад Полховог Градца, у сукобу с Италијанима и белогардистима у околини Добраве, Тошкога Чела, Бабне горе, Кључа, Лигојне и остало. У свим борбама се показао као храбар, сналажљив и предан борац. То је нарочито доказао у хајки од 17. до 21. марта 1943. године, коју су против Доломитског одреда и ослобођене територије Доломитске републике организовали и извели Италијани и белогардисти.
У борбама против надмоћног непријатеља, Доломитски одред је претрпео тешке губитке. Сварун се са својим батаљоном пробио из непријатељског обруча и непријатељу нанео губитке. Из Доломитског одреда Сварун је отишао у Другу словеначку Шерцерову бригаду, где је прво био заменик, а затим командант Другог батаљона бригаде. У тој бригади је остао до капитулације Италије.
У данима капитулације Италије, 10. септембра 1943. године, од новодошлих Љубљанчана формирана је на Голом, Љубљанска бригада. У бригаду је укључен низ искусних бораца за руководеће функције. Сварун је постао први командант Љубљанске бригаде. По налогу Главног штаба НОВ и ПО Словеније, поново је отишао у Доломите, и октобра 1943. године формирао Други доломитски одред, те био командант тога Одреда до његовог расформирања и укључивања у Трећу алпску оперативну зону, крајем октобра 1943. године.
Затим је постао прво начелник, па онда командант Седме словеначке бригаде „Франце Прешерен“. Бригаду је водио до средине 1944. године. Врло тешке борбе бригада је водила нарочито у околини Ратитовца, у новембарској немачкој офанзиви 1943. године. Значајне акције биле су вишеструко рушење железничке пруге између Шкофје Локе, Крања и Радовљице и између Шемпетра и Диваче, те борбе на Лавтарском врху, на Мохору, на Жировском и Церкљанском врху, те око Идрије и Хотедршице. У то време је бригада, под Сваруновом командом, уништила непријатељске положаје у Камној Горици, у Рибну и Коритну.
Сварун је био два пута рањен — први пут тешко, децембра 1943, близу Шкофје Локе, а други пут у лето 1944. године, у борбама 31. дивизије против Немаца на Јеловици. Септембра 1944. године постао је начелник, а затим заменик команданта 31. дивизије. На тој дужности је био само око месец дана, јер је већ октобра послан у Вишу војну академију „Ворошилов“, у Совјетски Савез.

### Послератна каријера
Крај рата га је затекао у Совјетском Савезу. После завршене Академије, октобра 1945. године, вратио се у Југославију и постао командант 17. дивизије ЈА у Радовљици, затим помоћник команданта Војне морнарице за обалну одбрану у Сплиту. После је био неколико мјесеци у Генералштабу ЈНА у Београду, а од 1951. до јесени 1955. године начелник 21. корпуса у Мостару. За то време је завршио Вишу војну академију у Београду.
Од јесени 1955. до јесени 1961. године био је командант 53. дивизије у Титовом Ужицу, а затим командант Друге пролетерске дивизије у Нишу. У међувремену је завршио курс оператике при Вишој војној академији у Београду. У јесен 1963. године преузео је дужност команданта Загребачког војног округа, а у јесен 1965. дужност команданта Скопског војног округа.
У пролеће 1966. гдине постављен је за секретара народне одбране Словеније а потом је, из здравствених разлога отишао у пензију. После одласка у пензију, био је запослен у фабрици „Искра“ у Крању, као саветник за војни програм производње. Скупљао је градиво и написао књигу „Доломити у НОБ“, 1973. године.
1. јануара 1974. године поново је активиран и постављен за команданта Главног штаба Словеније за СЛО. У току рата је био члан бригадног и дивизијског комитета, а после рата члан дивизијског, корпусног комитета, комитета подручја и члан опуномоћства СК у ЈНА.
Као секретар за народну одбрану Словеније, био је члан Конференције СК Словеније, а као пензионер секретар треће основне организације СК „Борис Кидрич“ за Бежиградом, у Љубљани. Био је Члан Централног комитета СК Словеније.
У чин пуковника је преведен децембра 1947, у чин генерал-мајора децембра 1957, у чин генерал-потпуковника децембра 1964, а у чин генерал-пуковника децембра 1974. године.
Погинуо је 10. јануара 2002. године у саобраћајној незгоди на ауто-путу код Логатца.
Носилац је Партизанске споменице 1941. године. Орденом народног хероја одликован је 21. јула 1953. године.